# Rudolf III (margrabia Badenii)
Rudolf III (zm. w 1332 r.) – margrabia Badenii z rodu Zähringen (z braćmi: Hermanem VII, Rudolfem II i Hesso, a następnie z ich synami).

## Życiorys
Rudolf był czwartym synem margrabiego Badenii Rudolfa I i Kunegundy, córki Ottona I, hrabiego Ebersteinu. Prowadził wojny ze Strasburgiem. Początkowo był stronnikiem Fryderyka Habsburga, ale potem przeszedł do obozu Ludwika Bawarskiego.
Żoną Rudolfa była Gertruda, córka Bertolda II, hrabiego Strassbergu. Matka Gertrudy, Adelajda z Ochsensteinu po śmierci Bertolda poślubiła brata Rudolfa, Rudolfa II. Nie pozostawił potomków.